# Даллес, Аллен
А́ллен Уэ́лш Да́ллес (англ. Allen Welsh Dulles; 7 апреля 1893, Уотертаун, Нью-Йорк — 29 января 1969, Вашингтон) — американский дипломат и разведчик, руководитель резидентуры Управления стратегических служб в Берне (Швейцария) во время Второй мировой войны, директор Центральной разведки (1953—1961).

## Биография

### Семья
Аллен Уэлш Даллес родился 7 апреля 1893 года в городке Уотертаун, штат Нью-Йорк, в семье, многие представители которой занимали важные посты в американской дипломатической службе. Дед по отцовской линии был миссионером, долгое время провёл в Индии. Его дед по материнской линии генерал Джон Уотсон Фостер — участник Гражданской войны, был Государственным секретарём при президенте Бенджамине Гаррисоне, позднее был послом США в Мексике, России и Испании. Муж его тёти, Роберт Лансинг, был Государственным секретарём в администрации Вудро Вильсона. Старший брат Аллена Уэлша, Джон Фостер Даллес, впоследствии был назначен Государственным секретарём при президенте Дуайте Эйзенхауэре. Мать выросла в Европе, отец получил европейское образование.

### Детство
По воспоминаниям Даллеса, он рос в атмосфере семейных споров по поводу происходящих в мире событий.
В 1901 году, когда Аллену было 8 лет, под влиянием споров между его дедом и Лансингом об англо-бурской войне, изложил собственные мысли на этот счёт на бумаге. Он в решительной форме выступил на стороне «обиженных». Записки ребёнка были замечены взрослыми и изданы в виде брошюры, которая стала «бестселлером» в районе Вашингтона.

### Карьера
В 1914 году окончил Принстонский университет и отправился в путешествие. Работал школьным учителем в Индии, затем в Китае. Много ездил по Дальнему Востоку. В 1915 году вернулся в США и был принят на дипломатическую службу. Занимал различные посты в Европе — Вена (1916), Берн (1917), Берлин (1919), Константинополь (1920). По его собственному признанию, работа носила более разведывательный характер, нежели дипломатический. Участвовал в переговорах об окончании Первой мировой войны в качестве члена американской делегации. В 1922 году стал главой отдела Ближнего Востока в Вашингтоне. Параллельно начал изучать право в университете Джорджа Вашингтона. В 1926 году оставил дипломатическую службу и занялся адвокатской практикой, став сотрудником адвокатской фирмы «Салливан и Кромвель», в которой его старший брат занимал один из руководящих постов. Его вклад состоял не столько в его юридических способностях, сколько в знании того, как работает государственная машина, и умении пробивать интересы своих клиентов. В 1928 году сдаёт экзамен на адвокатскую лицензию.
Работа в законодательной сфере привлекала его меньше, чем дипломатия, и Даллес продолжал выполнять различные дипломатические правительственные поручения. В 1927 году он провёл шесть месяцев в Европе как юридический советник Конференции по военно-морскому вооружению в Женеве. Был американским делегатом на Конференции по продаже оружия. В 1932—1933 гг. представлял США в Лиге Наций на Конференции по разоружению.
В 1930-е годы в соавторстве с Хамильтоном Фишем Армстронгом написал две книги — «Можем ли мы быть нейтральными» (1936) и «Может ли Америка оставаться нейтральной» (1939).
С началом войны наступает резкий поворот в карьере Даллеса. Он поступает на службу в только что созданное Управление стратегических служб (прообраз будущего ЦРУ), и с конца 1942 года по 1945 год возглавляет его разведывательный центр в Берне. Работа центра была успешной, Даллес смог получить ряд ценных сведений о нацистской Германии, в основном через Фрица Кольбе, высокопоставленного немецкого дипломата-антифашиста (служащего телеграфного отделения МИД Германии). В 1945 году Даллес сыграл важную роль в переговорах, приведших к капитуляции немецкой армии в Северной Италии.
С окончанием войны Управление стратегических служб было расформировано, и через 2 года, в 1947 году его создатель, Уильям Донован, добивается от президента Трумэна создания нового разведывательного органа, ЦРУ, подчинённого непосредственно президенту и проводящего как открытую разведывательную деятельность, так и тайные операции. В 1950 году Даллес назначается заместителем директора по планированию, становясь ответственным за тайные операции ЦРУ. В 1951 году он — второй по значимости человек в организации.
Сменивший Трумэна Дуайт Эйзенхауэр назначает Даллеса главой ЦРУ, и в этой должности последний остаётся с 1953 по 1961 годы. Именно Даллес во многом создал эту организацию в том виде, как мы её знаем сегодня, определил стиль её работы и место в системе разведывательных служб США. Во время его руководства ЦРУ занималось как сбором и анализом секретной информации, так и скрытыми операциями. Самыми известными успехами ЦРУ в области разведки под руководством Даллеса считается программа самолётов-шпионов У-2 и подключение к телефонной сети Восточного Берлина через тоннель под Берлинской стеной, которая с самого начала шла под контролем КГБ СССР (благодаря нелегальной сети «кембриджской пятерки»).
Что касается секретных операций, то тут у ЦРУ удачи чередовались с провалами. К числу успешных операций ЦРУ стоит отнести свержение премьер-министра Ирана Моссадыка в 1953 году, свержение президента Гватемалы Арбенса в 1954 году. После неудачной попытки вторжения на Кубу в 1961 году Даллес вынужден был уйти в отставку с поста главы ЦРУ. Сам Даллес впоследствии возлагал вину в провале вторжения на президента, утверждая, что Кеннеди не выделил достаточно сил на проведение операции.
В 1963 году Даллес последний раз вернулся к государственной деятельности, став членом комиссии, расследовавшей убийство Кеннеди.
На пенсии Даллес написал несколько книг с воспоминаниями о своей дипломатической и разведывательной службе. Он был частым участником телевизионных программ, посвящённых вопросам внешней политики.
В 1969 году Даллес умер от воспаления лёгких. Похоронен на кладбище Балтимора. Его жена, урождённая Марта Кловер Тодд, с которой он сочетался браком в 1920 году, пережила его на 5 лет. У пары было трое детей.

## Операция Санрайз (1945)
Аллен Даллес стал широко известен в Советском Союзе через 4 года после своей смерти, после того, как в 1973 году стал одним из героев культового сериала «Семнадцать мгновений весны». Его роль сыграл Вячеслав Шалевич, имевший в картине несомненное внешнее сходство с Даллесом. По сюжету фильма высшие немецкие чины (генерал Вольф в исполнении Василия Ланового) входят в контакт с Даллесом и ведут с ним секретные переговоры с целью заключения сепаратного мира с Западом, при этом Даллес действует за спиной президента Рузвельта. Советский разведчик Максим Исаев — Штирлиц (в исполнении Вячеслава Тихонова) раскрывает заговор и срывает продолжение переговоров, сообщая о заговорщиках немецким властям и информируя Москву о подробностях переговоров.
Сюжет основан на реальных событиях: в марте-апреле 1945 года Даллес действительно вёл тайные переговоры с командующим силами СС в Италии генералом Вольфом, однако они велись с ведома руководства и формально ограничивались вопросом сдачи группировки германских войск в Северной Италии. Союзники кратко информировали Сталина о переговорах, советские руководители также знали о них через своих разведчиков (среди них Ким Филби и Рудольф Рёсслер). Последовал резкий обмен телеграммами между Сталиным и Рузвельтом. Сталин потребовал допустить представителей СССР на следующие встречи, но не смог этого добиться. Германская группировка войск в Италии капитулировала 29 апреля 1945 года.

## «План Даллеса»
Начиная с 1990-х годов в русскоязычных СМИ иногда упоминается так называемый «План Даллеса» — текст на русском языке, излагающий общие принципы подчинения СССР через идеологическое развращение населения, весьма откровенный по формулировкам. По одной версии, этот доклад был произнесён Даллесом в Конгрессе США в 1945 г., по другой — это отрывок из его книги, опубликованной то ли в 1945, то ли в 1953 году. Текст «Плана» восходит к отрывку из романа Анатолия Иванова «Вечный зов» в редакции 1981 года (в романе его произносит один из отрицательных героев — бывший белогвардеец на службе у нацистов). В виде, цитируемом сторонниками его подлинности, «План Даллеса» на русском языке нигде не был опубликован в документалистике, а английский оригинал этого текста никогда не был представлен не только общественности, но и экспертам.
Иногда «Планом Даллеса» называют меморандум 20/1 СНБ США от 18 августа 1948, представляющий собой подготовленный по запросу министра обороны Джеймса Форрестола аналитический документ о долгосрочных целях политики США в отношении СССР.

## Личная жизнь
В 1920 году женился на Марте Тодд. У них было трое детей, две дочери и сын. Сын служил в Корпусе морской пехоты, участвовал в Корейской войне, где получил тяжёлое ранение.

## Киновоплощения
- Герберт Тиде «Дело У-2» («Die U-2-Affäre») (ФРГ, 1970)
- Отто Буссе «Освобождение» (СССР, 1972)
- Вячеслав Шалевич «Семнадцать мгновений весны» (СССР, 1973)
- Йозеф Ветровец «Жизнь и смерть Фердинанда Люса» (СССР, 1976)
- Лев Эйрес «Francis Gary Powers: The True Story of the U-2 Spy Incident» (США, 1976)
- Джордж Хемлин «Кеннеди» («Kennedy») (США, 1983)
- Николай Засухин «Мы обвиняем» (СССР, 1985)
- Терренс Лабрус «День первый» («Day One») (США, 1989)
- Станислав Бичиско «Ветер с востока» (1993)
- Майк Кеннеди «Dark Skies» (США, 1996—1997)
- Джек Беттс «Комиссия» («The Commission») (США, 2003)
- Седрик Смит «Компания» («The Company») (США, 2007)
- Дейл Твиди («Сталин. Live», 2007)
- Тим Эхерн The Real American — Joe McCarthy (США, 2011)
- Аллен Рояль «Кеннеди» («The Kennedys») (США, 2011)
- Питер Макробби «Шпионский мост» (США, 2015)